# 차르니카바시

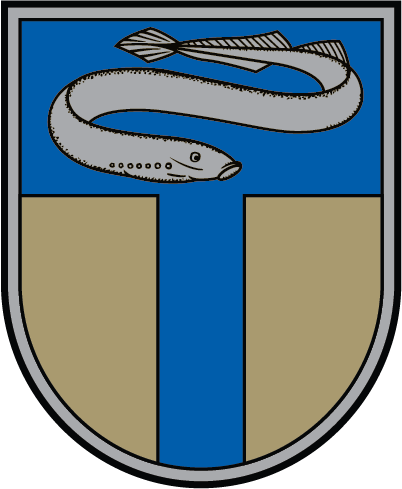
시 문장

시 문장 (낡은)

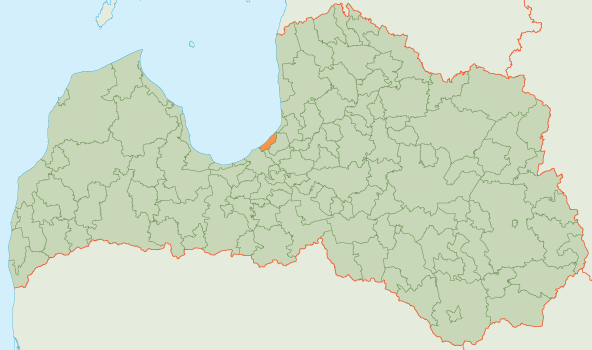
차르니카바 시의 위치

차르니카바시(라트비아어: Carnikavas novads)는 라트비아의 지방 자치체로 행정 중심지는 차르니카바이며 면적은 80.2km2, 인구는 6,261명(2009년 기준), 인구 밀도는 78명/km2이다.

## 같이 보기
- 라트비아의 행정 구역